# Terinos wahnesi
Terinos wahnesi är en fjärilsart som beskrevs av Heller 1902. Terinos wahnesi ingår i släktet Terinos och familjen praktfjärilar. Inga underarter finns listade i Catalogue of Life.